# Smittebeskyttelse
|  | Denne artikel er oprettet af botten Steenthbot ud fra en ekstern database. Den kan derfor have sproglige fejl eller mangler. Denne skabelon kan fjernes efter kontrol af indholdet. |

Smittebeskyttelse er en dansk dokumentarfilm fra 1981.

## Handling
Om de tre vigtigste beskyttelsesforanstaltninger for svin: forrum, udleveringsrum og modtagelsesrum.